# Alpaida caxias
Alpaida caxias Levi, 1988 è un ragno appartenente alla famiglia Araneidae.

## Etimologia
Il nome della specie deriva dal comune brasiliano di rinvenimento: Duque de Caxias

## Caratteristiche
L'olotipo maschile rinvenuto ha dimensioni: cefalotorace lungo 2,9mm, largo 2,3mm; il primo femore misura 2,7mm e la patella e la tibia circa 3,2mm.

## Distribuzione
La specie è stata rinvenuta nel Brasile centromeridionale: nel territorio del comune di Duque de Caxias, appartenente allo stato del Rio de Janeiro.

## Tassonomia
Al 2014 non sono note sottospecie e dal 1988 non sono stati esaminati nuovi esemplari.